# Montoir-de-Bretagnes LNG-terminal
Montoir-de-Bretagnes LNG-terminal är en fransk terminal för flytande naturgas (LNG) i Montoir-de-Bretagne. Den är en del av Nantes-Saint-Nazaires hamn. 
Terminalen har en kapacitet att omsätta 8 miljoner ton per år. Den har tre lagringstankar med en sammanlagd lagringskapacitet på 360 000 kubikmeter.
Terminalen kan ta emot de största LNG-fartygen av typ Q-Max.